# Guido Di Vanni
Guido Di Vanni (Rosario, Santa Fe, Argentina, 11 de junio de 1988) es un futbolista argentino. Juega como delantero centro y su equipo actual Central Córdoba de Rosario de la Primera C de Argentina. Desarrolló la mayor parte de su carrera en el fútbol paraguayo.

## Carrera
Se formó en las divisiones juveniles de Rosario Central y ADIUR en su ciudad natal. Debutó en primera el 29 de febrero de 2008 en un partido en el que Banfield perdió frente a Arsenal de Sarandí por 3:1, en el marco del Torneo Clausura 2008.
Fue campeón del Torneo Apertura 2009 con Banfield.
Tuvo mayor continuidad cuando Banfield avanzó a la segunda fase de la Copa Libertadores, pero solo en la liga. Jugó al lado del colombiano James Rodríguez.
En junio de 2010 pasa a préstamo a Gimnasia y Esgrima de Jujuy para disputar la Primera B Nacional, teniendo grandes actuaciones y marcando sus primeros goles como jugador profesional de fútbol.
En julio de 2011 pasa a Ferro Carril Oeste, club donde disputó el Torneo de Primera B Nacional. Jugó al lado de Marcos Acuña.

### Paraguay
En enero de 2012 fue transferido al Club Sportivo Luqueño, de Paraguay, donde luego de un año de mucho trabajo consigue marcar 10 goles y el equipo en una buena campaña logra la permanencia en Primera División del Fútbol Paraguayo.
En enero de 2013 es transferido al Club Guaraní, de Paraguay, donde logra obtener el subcampeonato del Torneo Paraguayo y participa en La Copa Sudamericana, primer torneo de carácter internacional, donde disputó partidos contra el Club Oriente Petrolero de Bolivia y el Club Atlético Nacional de Colombia. Jugó con su compatriota Darío Ocampo y el paraguayo Derlis González.

### Colombia
En enero de 2014 se entrena con el Deportes Tolima pero al no llegar a un acuerdo con el senador Camargo dueño del equipo colombiano toma nuevos rumbos y es cedido 1 semana después al Club PFC CSKA Sofia, donde disputó el campeonato de Liga Profesional de Bulgaria. El equipo logró un Segundo puesto, obteniendo así el subcampeonato de la Liga Profesional de Fútbol de Bulgaria.

### Vuelta a Paraguay
En agosto de 2014 es cedido al Club Sportivo Luqueño, de Paraguay donde se destaca como figura del equipo desde las primeras fechas en la Primera División del Fútbol Paraguayo, marcando varios goles en el Torneo. Tal es así que el Club Sportivo Luqueño logra clasificar a la Copa Sudamericana 2015, en un partido histórico en el Estadio "Feliciano Cáceres" contra el Club Cerro Porteño (1-0), siendo el Autor del único tanto del partido para coronar un semestre perfecto dándole esa esperada clasificación a un Torneo Internacional.
Durante el año 2015 disputa con el Club Sportivo Luqueño el Torneo Clausura 2015 (Paraguay) convirtiendo varios goles importantes, y la Copa Sudamericana, debutando en la misma ante el Club Aurora de Bolivia en la primera fase del Torneo Internacional. Esta primera fase de la Copa Sudamericana es superada, pudiendo marcar goles de carácter internacional en el partido de vuelta (5-2). En la Segunda fase, tienen como rival de turno al Deportivo La Guaira de Venezuela, club al cual también le marca un gol en el partido de ida (1-1), logrando en el partido de vuelta la clasificación a la siguiente ronda. En octavos de final se enfrentan al Club Deportes Tolima de Colombia, donde luego de dos partidos de gran nivel, el Club Sportivo Luqueño obtiene el pasaje a los cuartos de final de la Copa Sudamericana, fase en la que se enfrenta a Clube Atlético Paranaense de Brasil. Se disputan dos grandes partidos, con resultados de 1-0 en el partido de ida en la Ciudad de Curitiba, y logrando la victoria por 2-0 en el Estadio "Feliciano Cáceres" de la ciudad de Luque, en Paraguay. Esto generó el histórico pase a las semifinales de un Torneo Internacional para el Club Sportivo Luqueño, logrando posicionar a este club entre los 4 mejores clubes de Sudamérica en el año 2015 y consagrándose como uno de los Goleadores Históricos del Club Sportivo Luqueño en Competencias Internacionales.
En las Semifinales de la Copa Sudamericana 2015 enfrentó al Club Independiente Santa Fe Colombia, marcando un gol en el partido de ida, en el Estadio "Feliciano Cáceres" de la Ciudad de Luque, en Paraguay, donde el partido finalizó 1-1. En Colombia, el partido de vuelta terminó 0-0, clasificando a la final el Club Colombiano, quien terminaría consagrándose campeón.
Luego de esa histórica hazaña internacional, el Club Sportivo Luqueño logra clasificar a una nueva Copa Internacional, la Copa Sudamericana 2016, marcando dos goles fundamentales para conseguir la ansiada clasificación y quedando así como uno de los goleadores del equipo otro año más. Otro año brillante a nivel deportivo y personal.
Durante el año 2016 disputó el torneo de Primera División de Fútbol Profesional de Paraguay con el club Sportivo Luqueño, donde disputó también la Copa Sudamericana, venciendo en primera rueda al Club Peñarol de Uruguay en el Nuevo estadio del club Uruguayo. Luego en el 2017, volvió a disputar la Copa Sudamericana con el club Sportivo Luqueño, convirtiendo un gol en el partido contra el club Deportivo Cali de Colombia por la primera fase del torneo (1-1) en el estadio Feliciano Cáceres de la ciudad de Luque, convirtiéndose así en el goleador histórico en competencias internacionales del club Sportivo Luqueño con un total de 5 goles.
En 2018 inicia una nueva etapa en el Club Deportivo Capiatá de la Primera División de Fútbol Profesional de Paraguay. Aquí desarrollo una gran tarea, marcando varios goles, algunos de ellos siendo elegidos como los mejores del campeonato por su elaboración.

### Perú
En junio de 2019 emprende nuevos desafíos y se incorpora al Unión Comercio de Perú, club que milita en la Primera División de Futbol Profesional de aquel país, la poderosa Liga 1. Debuta contra Universitario de Deportes en el Estadio Monumental, el encuentro terminó 2-1 a favor de los cremas. A final de año desciende de categoría. Anotó un gol en 11 partidos.

## Estadísticas
Actualizado al 22 de octubre de 2023

| Banfield Argentina | 1.ª                    | 2007-08                | 1   | 0  | 0 | 0 | 0  | 0 | 1   | 0  | 0    |
| Banfield Argentina | 1.ª                    | 2008-09                | 5   | 0  | 0 | 0 | 0  | 0 | 5   | 0  | 0    |
| Banfield Argentina | 1.ª                    | 2009-10                | 6   | 0  | 0 | 0 | 0  | 0 | 6   | 0  | 0    |
| Banfield Argentina | Total club             | Total club             | 12  | 0  | 0 | 0 | 0  | 0 | 12  | 0  | 0    |
| Gimnasia y Esgrima de Jujuy Argentina | 2.ª                    | 2010-11                | 19  | 2  | 0 | 0 | 0  | 0 | 19  | 2  | 0.11 |
| Gimnasia y Esgrima de Jujuy Argentina | Total club             | Total club             | 19  | 2  | 0 | 0 | 0  | 0 | 19  | 2  | 0.11 |
| Ferro Argentina | 2.ª                    | 2011-12                | 12  | 0  | 1 | 0 | 0  | 0 | 13  | 0  | 0    |
| Ferro Argentina | Total club             | Total club             | 12  | 0  | 1 | 0 | 0  | 0 | 13  | 0  | 0    |
| Sportivo Luqueño Paraguay | 1.ª                    | 2012                   | 39  | 10 | 0 | 0 | 0  | 0 | 39  | 10 | 0.33 |
| Sportivo Luqueño Paraguay | Total club             | Total club             | 39  | 10 | 0 | 0 | 0  | 0 | 39  | 10 | 0.33 |
| Guaraní Paraguay | 1.ª                    | 2013                   | 16  | 0  | 0 | 0 | 1  | 0 | 17  | 0  | 0    |
| Guaraní Paraguay | Total club             | Total club             | 16  | 0  | 0 | 0 | 1  | 0 | 17  | 0  | 0    |
| CSKA Sofia Bulgaria | 1.ª                    | 2013-14                | 7   | 0  | 0 | 0 | —  | — | 7   | 0  | 0    |
| CSKA Sofia Bulgaria | Total club             | Total club             | 7   | 0  | 0 | 0 | 0  | 0 | 7   | 0  | 0    |
| Sportivo Luqueño Paraguay | 1.ª                    | 2014                   | 17  | 4  | 0 | 0 | 0  | 0 | 17  | 4  | 0.24 |
| Sportivo Luqueño Paraguay | 1.ª                    | 2015                   | 15  | 6  | 0 | 0 | 10 | 4 | 25  | 10 | 0.4  |
| Sportivo Luqueño Paraguay | Total club             | Total club             | 32  | 10 | 0 | 0 | 10 | 4 | 42  | 14 | 0.33 |
| Independiente Santa Fe · Colombia | 1.ª                    | 2016                   | 6   | 0  | 0 | 0 | —  | — | 6   | 0  | 0    |
| Independiente Santa Fe · Colombia | Total club             | Total club             | 6   | 0  | 0 | 0 | 0  | 0 | 6   | 0  | 0    |
| Sportivo Luqueño Paraguay | 1.ª                    | 2016                   | 16  | 5  | 0 | 0 | 4  | 0 | 20  | 5  | 0.25 |
| Sportivo Luqueño Paraguay | 1.ª                    | 2017                   | 38  | 10 | 0 | 0 | 2  | 1 | 40  | 11 | 0.28 |
| Sportivo Luqueño Paraguay | Total club             | Total club             | 54  | 15 | 0 | 0 | 6  | 1 | 60  | 16 | 0.27 |
| Total Sportivo Luqueño | Total Sportivo Luqueño | Total Sportivo Luqueño | 125 | 35 | 0 | 0 | 16 | 5 | 141 | 40 | 0.28 |
| Deportivo Capiatá Paraguay | 1.ª                    | 2018                   | 14  | 3  | 2 | 0 | —  | — | 14  | 3  | 0.21 |
| Deportivo Capiatá Paraguay | 1.ª                    | 2019                   | 19  | 5  | 0 | 0 | —  | — | 19  | 5  | 0.26 |
| Deportivo Capiatá Paraguay | Total club             | Total club             | 33  | 8  | 2 | 0 | 0  | 0 | 35  | 8  | 0.23 |
| Unión Comercio · Perú | 1.ª                    | 2019                   | 11  | 0  | 1 | 0 | —  | — | 12  | 0  | 0    |
| Unión Comercio · Perú | Total club             | Total club             | 11  | 0  | 1 | 0 | 0  | 0 | 12  | 0  | 0    |
| 12 de Octubre Paraguay | 1.ª                    | 2020                   | 11  | 1  | 0 | 0 | —  | — | 11  | 1  | 0.09 |
| 12 de Octubre Paraguay | Total club             | Total club             | 11  | 1  | 0 | 0 | 0  | 0 | 11  | 1  | 0.09 |
| Gravina · Italia | 4.ª                    | 2020-21                | 0   | 0  | 0 | 0 | —  | — | 0   | 0  | 0    |
| Gravina · Italia | Total club             | Total club             | 0   | 0  | 0 | 0 | 0  | 0 | 0   | 0  | 0    |
| Gimnasia y Tiro Argentina | 3.ª                    | 2022                   | 25  | 3  | 0 | 0 | —  | — | 25  | 3  | 0.12 |
| Gimnasia y Tiro Argentina | Total club             | Total club             | 25  | 3  | 0 | 0 | 0  | 0 | 25  | 3  | 0.12 |
| Central Córdoba de Rosario Argentina | 4.ª                    | 2022                   | 30  | 10 | 1 | 0 | —  | — | 31  | 10 | 0.32 |
| Central Córdoba de Rosario Argentina | 4.ª                    | 2023                   | 25  | 6  | 0 | 0 | —  | — | 25  | 6  | 0.24 |
| Central Córdoba de Rosario Argentina | Total club             | Total club             | 55  | 16 | 1 | 0 | 0  | 0 | 56  | 16 | 0.29 |
| Total carrera | Total carrera          | Total carrera          | 332 | 55 | 5 | 0 | 17 | 5 | 364 | 70 | 0.19 |
| (1) La copa nacional se refiere a la Copa Argentina y Supercopa Argentina . (2) La copa internacional se refiere a la Copa Sudamericana, Recopa Sudamericana, Copa Libertadores y Copa Suruga Bank. |                        |                        |     |    |   |   |    |   |     |    |      |

## Palmarés
| Título                     | Club     | País      | Año      |
| -------------------------- | -------- | --------- | -------- |
| Primera División Argentina | Banfield | Argentina | A - 2009 |